# Roeberella gerres
Roeberella gerres is een vlindersoort uit de familie van de prachtvlinders (Riodinidae), onderfamilie Riodininae.
Roeberella gerres werd in 1907 beschreven door Thieme.